# Раславице (Словакия)
Раславице (словац. Raslavice) — село и одноимённая община в районе Бардеёв Прешовского края Словакии. В письменных источниках начинает упоминаться с 1241 года.

## География
Село расположено в центральной части края, в долине реки Секчов, при автодороге 545. Абсолютная высота — 305 метров над уровнем моря. Площадь муниципалитета составляет 16,46 км².

## Население
| Год:                | 1994 | 2004     | 2014    | 2024    |
| ------------------- | ---- | -------- | ------- | ------- |
| Количество человек: | 2307 | 2585     | 2721    | 2802    |
| Разница:            |      | +12,05 % | +5,26 % | +2,97 % |

По данным последней официальной переписи 2011 года, численность населения Раславице составляла 2694 человека.